# Pinball Dreams
Pinball Dreams to symulacja flippera. Komputerowa gra stworzona przez Digital Illusions, wydana w 1992 przez 21st Century Entertainment. Stół płynnie skroluje się w pionie za piłką. Tytuł uważany za kultową grę na Amigę, był dodawany do Amigi 1200.

## Stoły
- Ignition – motyw odpalenia rakiety kosmicznej.
- Steel Wheel – motyw kolei i starego dzikiego zachodu.
- Beat Box – motyw przemysłu muzycznego.
- Nightmare – motyw cmentarzy, duchów i innych potworności.

## Konwersje
Pierwotnie grę wydano na Amigę. Potem skonwertowano ją na:
- Atari Falcon – pierwotnie planowana dla Atari STE, wydana jednak tylko dla Falcona wersja nie różniła się od pierwowzoru. Mimo takich możliwości, autorzy nie poprawili w niej grafiki.
- PC
- GP32 – skonwertowano ją wiele lat później.
- Super Nintendo – wersja na tę konsolę była uboższa graficznie, niektóre stoły miały inną kolorystykę i posiadały ułatwienia (np. Beat Box zawierał dodatkowy slot pod prawą rampą, który służył za „wspinaczkę na listy przebojów”), piłka odbijała się czasami z nietypową dynamiką.
- PS3 – konwersja Pinball Dreams i Pinball Fantasies.; grafika pozostała w rozdzielczości z Amigi 500
- PSP – tak samo jak w przypadku PS3
- iPhone/iPod Touch – stworzona w styczniu 2009 jako „Pinball Dreaming: Pinball Dreams”.

## Kontynuacje
Kolejnymi po Pinball Dreams tytułami-kontynuacjami były Pinball Fantasies i Pinball Illusions. W 1995 roku 21st Century wydało stworzony przez Spidersoft sequel Pinball Dreams 2, gra ukazała się tylko na PC.